# Харанжино
Харанжино — посёлок в Братском районе Иркутской области России. Административный центр Харанжинского сельского поселения. Находится примерно в 76 км к юго-юго-востоку (SSE) от районного центра, города Братска, на высоте 460 метров над уровнем моря.

## Население
По данным Всероссийской переписи, в 2010 году численность населения посёлка составляла 1298 человек (623 мужчины и 675 женщин).

## Улицы
Уличная сеть посёлка состоит из 23 улиц и 2 переулков.